# Bishop Burton
Bishop Burton – wieś w Anglii, w hrabstwie East Riding of Yorkshire. Leży 16 km na północny zachód od miasta Hull i 261 km na północ od Londynu. W 2001 miejscowość liczyła 628 mieszkańców.